# 고재성
고재성(한국 한자: 高在成, 1985년 1월 28일 ~ )은 대한민국의 축구 선수이다. 포지션은 수비수, 미드필더이다.

## 클럽 경력
2008년 대구대학교를 졸업하고 내셔널리그 수원시청 축구단에 입단하였다.
2009년 K리그 드래프트에 지원하여 성남 일화 천마에 입단했다. 2010년 풀백으로 활약하며 성남의 AFC 챔피언스리그 우승에 공헌하였다.
2011년 2월 중국 슈퍼리그 난창 헝위안과 1년 계약을 체결했다. 난창에서 윙어로 보직을 변경하여 활약하였다.
2012년 경남 FC로 이적하였으며, 2013 시즌부터는 상주 상무에서 군 복무를 하였다. 2014년 9월, 전역 후 경남으로 복귀하였고, 복귀 11일 만인 9월 20일 열린 상주와의 홈 경기에서 결승골을 성공시키기도 하였다.
2016년 1월 25일, 부산 아이파크로의 이적이 발표되었다.

## 수상 내역

### 클럽

#### 상주 상무
- K리그 챌린지
  - 우승 1회 : 2013